# Troitsko-Pechorsk
Troitsko-Pechorsk (en ruso: Тро́ицко-Печо́рск) es una localidad de la república de Komi, Rusia, ubicada a la orilla derecha del curso alto del río Pechora, cerca de la ladera oeste de los montes Urales, a unos 170 km al noreste de Syktyvkar, la capital de la república. Su población en el año 2010 era de 7200 habitantes.

## Administración

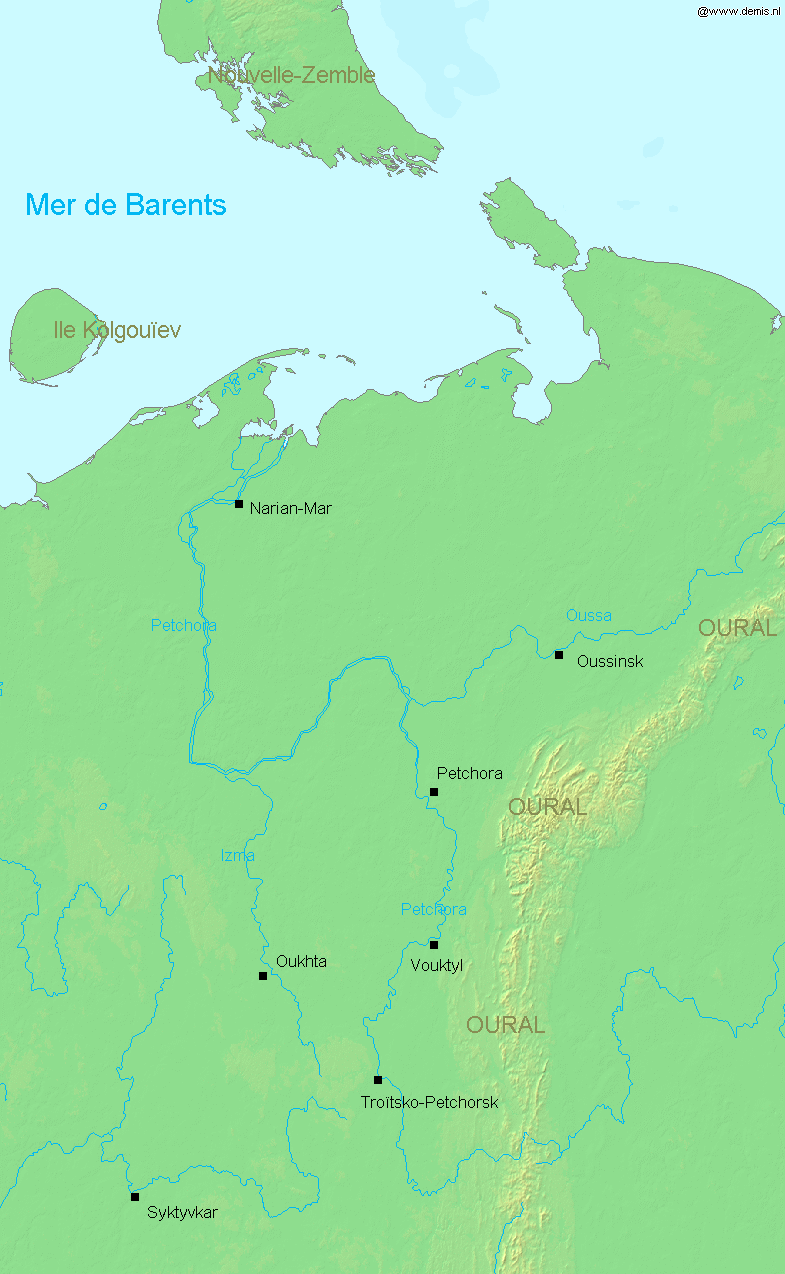
Mapa del río Pechora donde aparece en su curso alto Troitsko-Pechorsk

Es el centro administrativo del distrito homónimo. Un gran oleoducto pasa por sus cercanías.